# August Schmidhuber
August Schmidhuber (Augsburg, 8 mei 1901 - Belgrado, 19 februari 1947), was een SS-Brigadeführer (brigadegeneraal) en Generalmajor in de Waffen-SS tijdens de Tweede Wereldoorlog.
Hij werd schuldig bevonden aan oorlogsmisdrijven en werd veroordeeld tot de dood door ophanging.

## Leven
Op 8 mei 1901 werd August Schmidhuber geboren in Augsburg. Hij was de zoon van een regeringsfunctionaris. Na het basisonderwijs, volgde Schmidhuber voor drie jaar een opleiding tot brouwer in de brouwerij van Rudolf Sietz tot 1919. Op 5 mei 1919 meldde hij zich voor twaalf jaar aan in de Reichswehr. Na zijn basisopleiding in Ulm, werd hij geplaatst bij het Schützenregiment 42. Hierna werd Schmidhuber overgeplaatst naar het 11./Gebirgsjägerregiment 19. Op 1 november 1926 werd hij bevorderd tot Oberfeldwebel (sergeant). Op 4 mei 1927 trouwde Schmidhuber met Agnes Heine. Het echtpaar bleef kinderloos. Op 4 mei 1931 nam hij ontslag uit het leger. Hij ging weer werken als brouwer, en werd lid van de Beierse Volkspartij. Hij kandideerde voor de landraad van het Landkreis Lindau.
Op 16 juli 1933 werd Schmidhuber lid van de Sturmabteilung, en werd als SA-Oberscharführer (sergeant) in de SA-Gruppe Hochland geplaatst. Vanaf 1 januari 1934 tot 31 oktober 1934 was hij commandant van de SA-Schule "Seeo". Op 17 mei 1935 stapte hij over naar de SS-Verfügungstruppe, en werd als SS-Obersturmführer (eerste luitenant) commandant van de 7e Sturmbann in het SS-Standarte 1. Vanaf februari 1936 tot mei 1938 was Schmidhuber compagniecommandant in het regiment SS-Standarte "Germania", en werd op 13 september 1936 bevorderd tot SS-Hauptsturmführer (kapitein). Op 1 mei 1939 nam hij van Werner Dörffler-Schuband het commando van het 1e bataljon in regiment "Germania" over. Hij nam met zijn bataljon deel aan de Poolse Veldtocht en de slag om Frankrijk, hiervoor werd hij onderscheiden met de beide klassen van het IJzeren Kruis 1939. Op 1 januari 1941 werd Schmidhuber commandant van het 2e bataljon in het SS-Infanterie-Regiment 11, en nam op 14 oktober 1941 het commando over het gehele regiment op zich. Het regiment werd wegens zware verliezen ontbonden, en de overgebleven manschappen werden verdeeld over de regimenten "Der Führer" en "Deutschland“ en de divisie "Das Reich“. Schmidhuber bleef het bevel voeren over de overblijfselen van de regimentsstaf tot april 1942, toen de divisie voor nieuwe uitrusting naar Frankrijk werd gestuurd. Op 21 juni 1941 werd hij bevorderd tot SS-Obersturmbannführer (luitenant-kolonel). Hierna volgde zijn benoeming tot commandant van het SS-Gebirgsjäger-Regiment 2 (later SS-Freiwilligen-Gebirgsjäger-Regiment 14) in de divisie "Prinz Eugen". In deze functie werd Schmidhuber op 20 april 1943 bevorderd tot SS-Standartenführer (kolonel). Vanaf 28 november 1943 tot december 1943 verving hij Carl von Oberkamp, die vanwege ziekte afwezig was, als commandant van de divisie "Prinz Eugen".
Op 17 april 1944 werd Schmidhuber benoemd tot commandant van de 21e Waffen-Gebirgs-Division der SS "Skanderbeg", die in oprichting was. Hij werd op 21 juni 1944 bevorderd tot SS-Oberführer.
Net als de divisie "Prinz Eugen", trad de divisie, die grotendeels bestond uit Albanese vrijwilligers en Duitse kaderpersoneel bestond, extreem brutaal op tegen vermeende en daadwerkelijke partizanen, waarbij gewelddadige excessen niet zelden voorkwamen, waarvan sommige specifiek gericht waren op de burgerbevolking. Naarmate de oorlog vorderde, verloor de divisie door deserties manschappen, en hield zo praktisch op te bestaan bij de jaarwisseling van 1944/45. De divisie werd ontbonden, en de rest van de divisie werd onder het bevel van de divisie "Prinz Eugen" gezet.
Op 20 januari 1945 werd Schmidhuber als opvolger van Otto Kumm benoemd tot commandant van 7. SS-Freiwilligen-Gebirgs-Division Prinz Eugen. En werd als zodanig op 30 januari 1945 bevorderd tot SS-Brigadeführer en Generalmajor in de Waffen-SS.
Aan het einde van de oorlog, werd hij in Slovenië door het Rode Leger krijgsgevangen gemaakt. Hij werd uitgeleverd aan Belgrado, en door een Joegoslavische militaire rechtbank beschuldigd van deelname aan bloedbaden, deportaties en wreedheden tegen burgers en veroordeeld tot de dood door ophanging.

## Carrière
Schmidhuber bekleedde verschillende rangen in zowel de Allgemeine-SS als Waffen-SS. De volgende tabel laat zien dat de bevorderingen niet synchroon liepen.
| Datum                                        | Deutsches Heer | Reichswehr                | Sturmabteilung     | Allgemeine-SS       | Waffen-SS                            |
| -------------------------------------------- | -------------- | ------------------------- | ------------------ | ------------------- | ------------------------------------ |
| 5 mei 1919                                   | Schütze        | —                         | —                  | —                   | —                                    |
| 1 juli 1921                                  | —              | Oberschütze               | —                  | —                   | —                                    |
| 1 oktober 1922                               | —              | Gefreiter                 | —                  | —                   | —                                    |
| 1 november 1923                              | —              | Oberjäger (Unteroffizier) | —                  | —                   | —                                    |
| 1 april 1926                                 | —              | Unterfeldwebel            | —                  | —                   | —                                    |
| 1 november 1926                              | —              | Oberfeldwebel             | —                  | —                   | —                                    |
| 16 juli 1933                                 | —              | —                         | SA-Oberscharführer | —                   | —                                    |
| 17 mei 1935                                  | —              | —                         | —                  | SS-Obersturmführer  | —                                    |
| 13 september 1936                            | —              | —                         | —                  | SS-Hauptsturmführer | —                                    |
| 30 januari 1939                              | —              | —                         | —                  | SS-Sturmbannführer  | —                                    |
| 21 juni 1941                                 | —              | —                         | —                  | —                   | SS-Obersturmbannführer der Waffen-SS |
| 30 april 1943 (met ingang van 20 april 1943) | —              | —                         | —                  | —                   | SS-Standartenführer der Waffen-SS    |
| 8 juli 1944 (met ingang van 21 juni 1944)    | —              | —                         | —                  | —                   | SS-Oberführer der Waffen-SS          |
| 30 januari 1945                              | —              | —                         | —                  | SS-Brigadeführer    | Generalmajor in de Waffen-SS         |

## Lidmaatschapsnummer
SS-nr: 266450 (lid geworden op 17 mei 1935)

## Decoraties
August Schmidhuber behaalde volgende decoraties:
Selectie:
- Duits Kruis in goud op 3 augustus 1943 als SS-Standartenführer der Waffen-SS en Commandant van de SS Gebirgs Jäger Regiment 2/Prinz Eugen[3][6][4]
- IJzeren Kruis 1939, 1e Klasse[15] (14 november 1939[3][6][4]) en 2e Klasse (4 oktober 1939[3][6][4])
- Ehrendegen des Reichsführers-SS[15] in 1936[4]
- SS-Ehrenring[15] in 1938[4]
- Medaille Winterschlacht im Osten 1941/42 in 1942[4]
- Orde van de Kroon van Koning Zvonimir, 1e Klasse met Eikenkrans en de titel van Vitez (vergelijkbaar met ridder) op 15 april 1944[6][4]
- Orde van het IJzeren Drieblad, 1e Klasse op 15 april 1944[6][4]
- Orde van het IJzeren Drieblad, 2e Klasse op 8 oktober 1943[6][4]
- Medaille ter Herinnering aan de 13e Maart 1938 in 1939[6][4]
- Duits Ruiterinsigne in zilver in 1936[4]